# Temple protestant de la rue de Maguelone
Le temple de la rue de Maguelone est un lieu de culte inauguré en 1870 et situé 25 rue de Maguelone, à Montpellier. La paroisse est membre de l'Église protestante unie de France.

## Histoire

### Sous l'Ancien régime
La première Église réformée de Montpellier est implantée en 1560. Guillaume Rondelet, professeur à la faculté de médecine, est l'un de ses dirigeants. Le premier Grand temple est construit en 1583. De plan rectangulaire, il est situé sur l'actuelle place Chabaneau. Le Petit temple est construit  place Saint-Côme en 1603. 
Le Petit temple est détruit, sur ordre de l'intendant Basville, en 1670. Le Grand temple, quant à lui, est détruit en 1682, sur ordre de Louis XIV, peu avant la révocation de l'édit de Nantes. Les protestants doivent procéder eux-mêmes à la destruction, dans les vingt-quatre heures qui suivent l'ordre royal. Plusieurs pasteurs sont exécutés sur l'esplanade, notamment Claude Brousson en 1698, et Pierre Durand, frère de Marie Durand, en 1732. Les cultes sont d'abord interdits en ville, les protestants devant se rendre à Saint-Jean-de-Védas ou Pignan. Puis ils sont tolérés à partir de la deuxième moitié du XVIIIe siècle et Jacques Antoine Rabaut-Pommier, fils de Paul Rabaut y est pasteur de 1772 à 1792.

### Depuis la Révolution
La vie paroissiale ordinaire reprend sous le Directoire, grâce à l'activité de Daniel Encontre, pasteur et professeur à la faculté des sciences de Montpellier. Le pasteur Honoré Michel est nommé en 1798,. Des œuvres protestantes sont créées, notamment une école de garçons en 1820, une école de filles en 1826 et une maison de retraite en 1842. Les cultes, rétablis après la Terreur, se déroulent d'abord dans la salle du manège couvert, jusqu'en 1803. L'Église recherche ensuite un lieu de culte pour une communauté estimée à 2 120 protestants, 6 % de la population montpelliéraine. Les protestants achètent le 4 mai 1803 l'ancien couvent des Cordeliers, alors rue de l'Observance, l'actuelle rue de Verdun. Ils procèdent à quelques réparations et aux aménagements nécessaires et dédicacent le temple le 20 novembre 1803.
Assez rapidement, il s'avère que le temple est trop petit et son mauvais état nécessite d'importants travaux. La communauté protestante s'est considérablement accrue, passant à 3 324 protestants en 1851. La question de la construction est abordée régulièrement dans les conseils presbytéraux, à partir de 1850.
La ville de Montpellier met en œuvre des travaux d'urbanisme, sur le modèle des transformations de Paris sous le Second Empire entreprises par le préfet Haussmann, connus comme les « grands travaux Lazard », du nom de l'architecte Omer Lazard. Les premiers aménagements se font aux abords de la nouvelle gare concernent la rue Maguelone, qui doit relier la gare et la Place de la Comédie et rejoindre la rue de la Loge. Le maire de Montpellier, Jules Pagézy, nommé en 1852 par Napoléon III, est un homme d'affaires protestant, engagé avec toute sa conviction dans les projets urbains qu'il met en œuvre. Il est membre du conseil presbytéral de l'église de Montpellier, est présent aux réunions et se montre un personnage influent de la communauté. Un de ses alliés est le sénateur Gaston Bazille, père du peintre Frédéric Bazille, et auteur d'un rapport sur les constructions du temple et des églises catholiques,.
Les protestants veulent un terrain assez vaste pour réunir le temple, les écoles de filles et de garçons, le logement du pasteur, un hospice et un asile. Le terrain retenu est sur la rue de Maguelone, destinée à être l'un des axes majeurs de communication de la ville dans le projet urbanistique. Les ressources proviennent de deux souscriptions lancées auprès des protestants montpelliérains, en 1860 et 1867, de la vente de l'ancien temple, auxquels s'ajoutent une promesse de participation de la ville. L'État est sollicité, dans le cadre du régime concordataire et promet une participation. L'église prévoit un budget de 56 000 F pour l'achat du terrain et de 200 000 F pour les travaux, ce budget sera largement dépassé, la construction revient finalement à près de 350 000 F.
| Type/Année(s)            |         | 1860   | 1867   | 1868-1871 | 1871   | 1872    | 1875          |
| ------------------------ | ------- | ------ | ------ | --------- | ------ | ------- | ------------- |
| Dépenses                 |         |        |        |           |        |         |               |
| Achat du terrain         | 52 000  |        |        |           |        |         |               |
| Travaux de construction  |         |        |        |           |        | 294 886 |               |
| Recettes                 |         |        |        |           |        |         |               |
| Vente de l'ancien temple | 30 000  |        |        |           |        |         |               |
| Participation de l'État  |         |        |        | 25 000    | 20 000 |         | non-renseigné |
| Subvention de la mairie  | 100 000 |        |        |           |        |         |               |
| Souscription             |         | 57 000 | 42 553 |           |        |         |               |

L'église lance un concours d'architecture en mars 1862. Les demandes concernent le coût, qui ne doit pas dépasser les 200 000 F initialement prévus. Quarante-deux projets sont réceptionnés. Deux architectes voient leur projet retenu, William Bouwens et Francisque Estibot, mais c'est finalement Louis Corvetto, architecte montpelliérain d'adoption et protestant, membre du jury, qui réalise le projet, peut-être bénévolement.
Le temple est inauguré officiellement le 18 mars 1870. Quelques modifications ultérieures sont faites, notamment l'ablation en 1885, d'un clocher qui ne figurait pas sur le plan originel et qui menaçait de tomber, par manque d'assise. Un orgue est construit en 1893. Le temple est inscrit aux monuments historiques le 10 février 2003.

## Galerie

Grand Temple de Montpellier
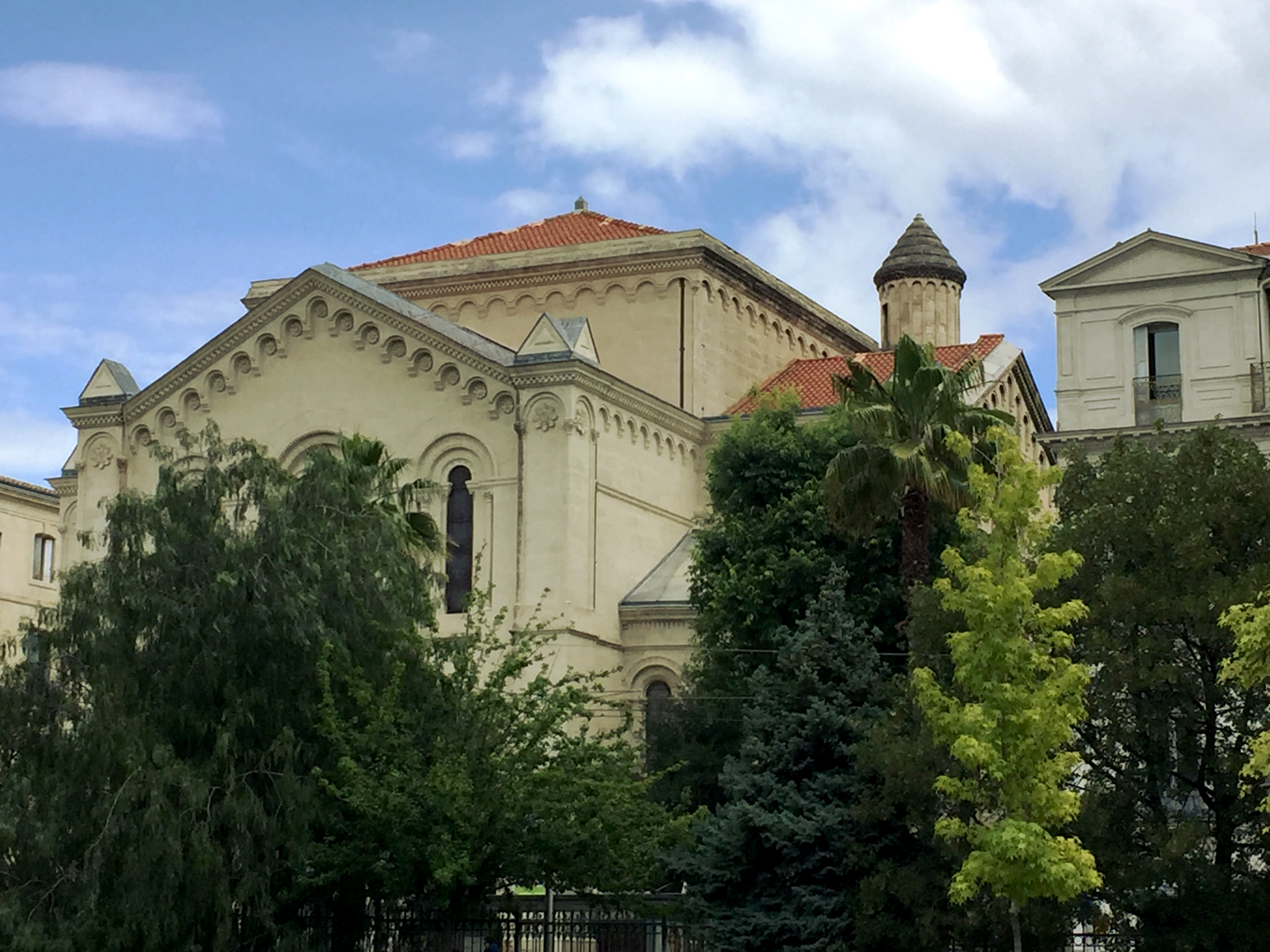
Vue depuis le square Planchon
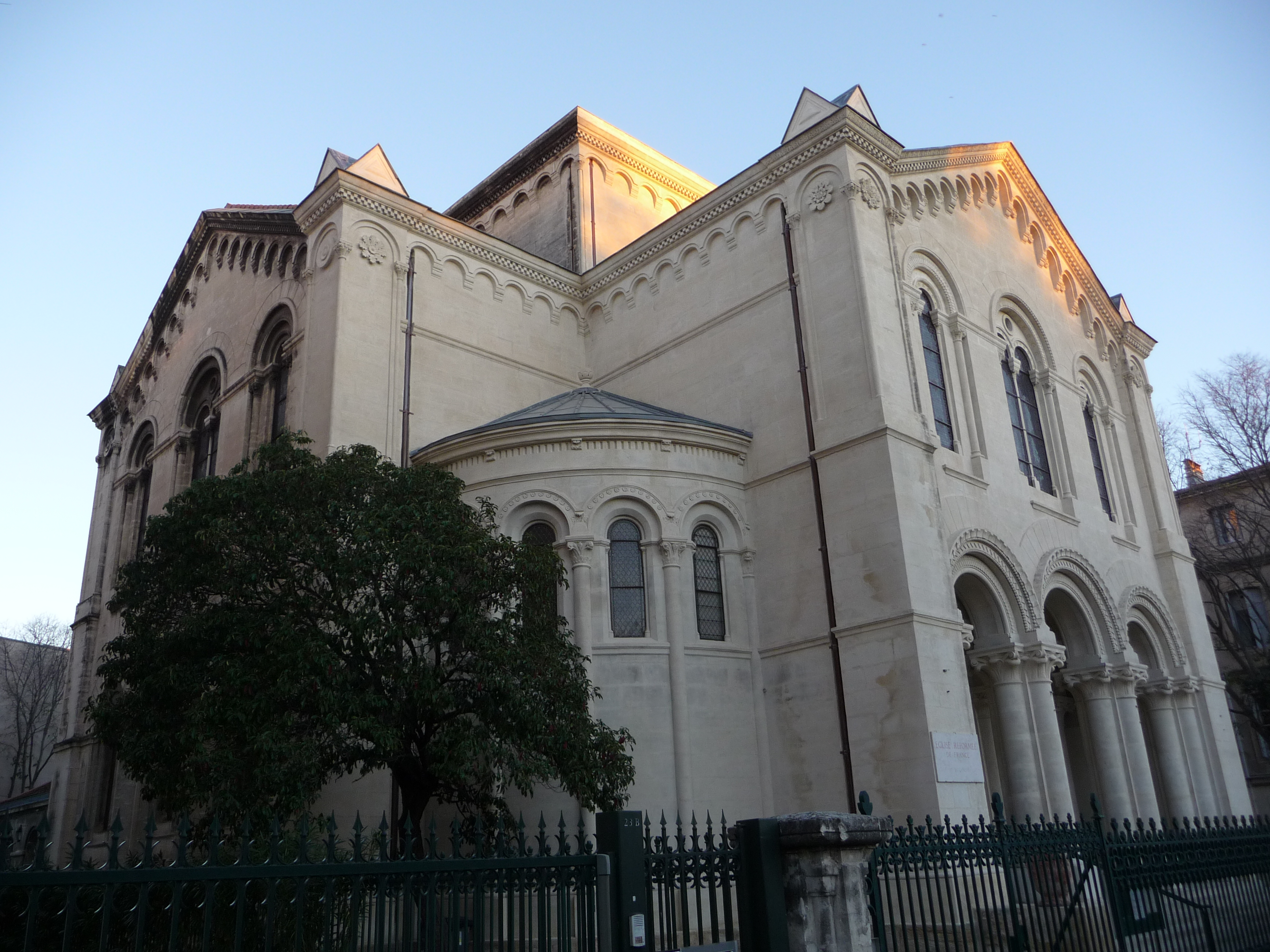
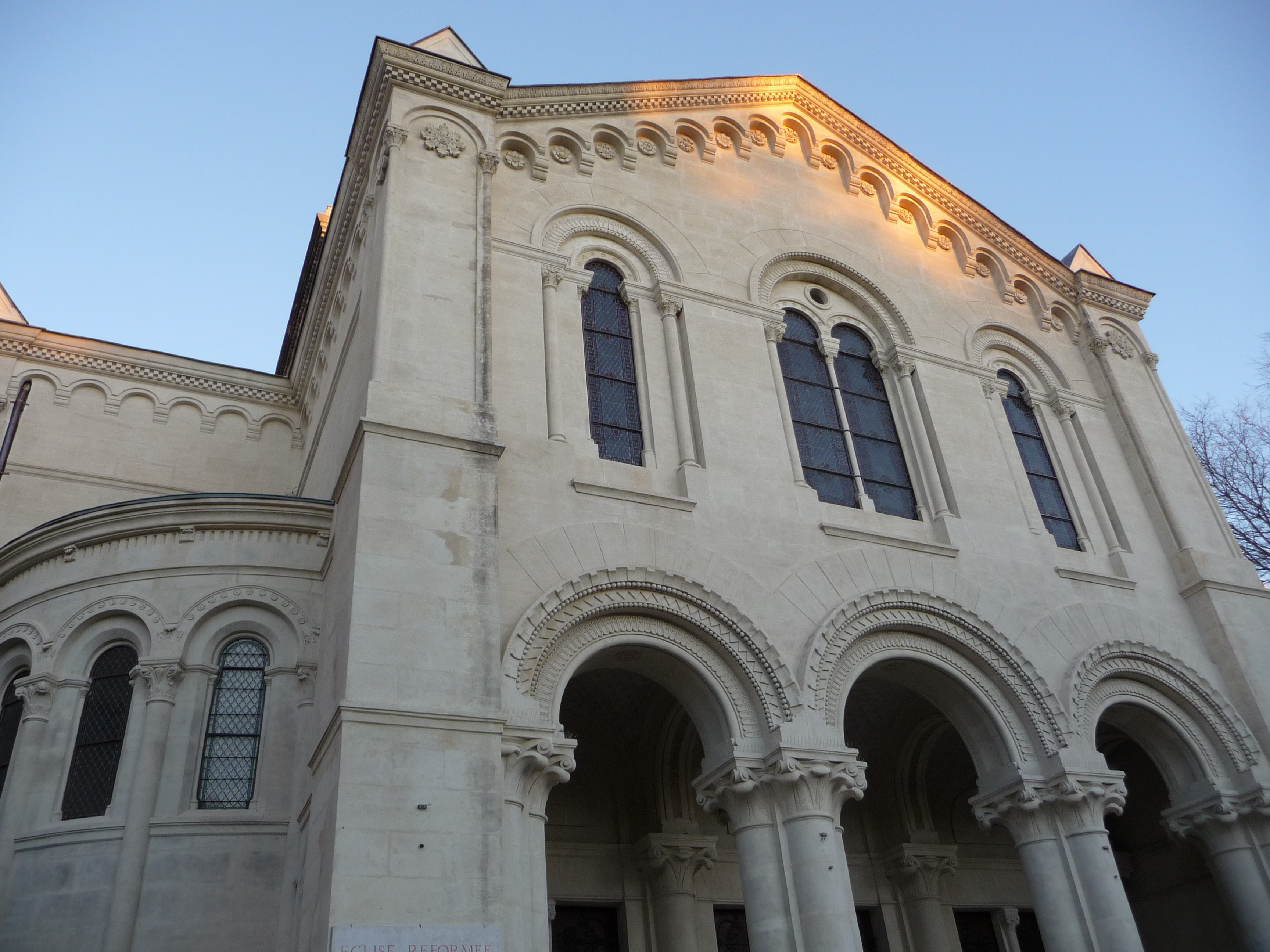